# Kallavesi (lago)
Il Kallavesi è un lago della Finlandia, situato nella regione del Savo Settentrionale nella Finlandia Orientale.
Il lago ha una superficie di 472,76 km²; in ordine di grandezza è il decimo lago della Finlandia. Sul lago si affaccia la città di Kuopio.